# 悬置
悬置（Epoché）（ἐποχή、epokhē，“suspension”），或译为“悬搁”，是古希腊语概念，在哲学中意指对于不自明之物中止判断，藉此此达到不动心（Ataraxia）、免于忧虑和焦虑的状态。此概念由皮浪学派提出。
在之后的怀疑思想（如笛卡尔的怀疑方法）中，“悬置”起到了隐秘的作用。该术语在埃德蒙德·胡塞尔的哲学中推广开来。在《观念I》中，胡塞尔详细阐释了“现象学悬置”或“加括号”的观念。通过系统的“现象学还原”程序，人们可以中止对外部世界之存在的一般的、幼稚的哲学信念的判断，进而审视原初被给予人们的现象。

## 皮浪主义
“悬置”在皮浪主义思想中起着重要的作用，这种怀疑哲学正是以其创始人Pyrrho命名的。皮浪主义为哲学从业者提供了以下技艺以达到悬置：“埃奈西德穆”十式、“阿格里帕”五式和皮浪主义格言 。皮浪主义之所以为世人所知，更多要归功于皮浪主义哲学家塞克斯都·恩披里柯的作品，该著作可以看作是皮浪主义同其他早期和同时期哲学思想论辩并得出“悬置”概念的经典参考文献。

## 现象学
在现象学研究中，“悬置”被看作是一个克服偏见和假设的手段，以便根据现象自身固有的意义体系来解释现象。在着手现象学研究之前，“悬置”都是不可或缺的一般倾向。与之不同的是“加括号”，它承认研究者的任何个人偏见或背景假设。这涉及到“搁置不论”各种关于现象的假设和信念，以此审查参与者的世界中的现象如何呈现其自身。